# Деніел Сміт (плавець)
Деніел Сміт (англ. Daniel Smith, 28 травня 1991) — австралійський плавець.
Учасник Олімпійських Ігор 2016 року.
Призер Чемпіонату світу з водних видів спорту 2015 року.
Призер Чемпіонату світу з плавання на короткій воді 2016 року.